# Gemmula championi
Gemmula championi é uma espécie de gastrópode do gênero Gemmula, pertencente a família Turridae.